# Мама (фильм, 1976)
«Мама» (рум. Mama, англ. Rock'n'Roll Wolf) — совместный советско-румынско-французский музыкальный фильм-сказка по мотивам сказки «Волк и семеро козлят» (в фильме количество козлят было сокращено до пяти). Обладатель специального приза жюри «Серебряный кубок» на МКФ для детей и юношества в Венеции-77.

## Сюжет
В начальных титрах мы видим актёров в гримёрке.
В мирной лесной деревеньке, где дружно соседствуют козы, овцы, белки, медведи, зайцы и ласточки, появился Волк — импозантный разбойник, активно убеждающий всех в округе, что его племя — жертва досужих домыслов и сплетен. Однако местные жители деревни не спешат верить Серому Волку. Особенно недружелюбно к нему настроена Коза, горой стоящая за своих пятерых деток.
Коза-мать отправляется на ярмарку за покупками, оставив своих детей-козлят дома и строго наказав им никому не открывать дверь. Вместе со своей командой шалопаев — Волчонком, Рысью и Ослом — Волк решает проучить своенравную соседку, похищает всех козлят и требует денежный выкуп. Но Коза с помощью соседей смогла проучить Волка и его компанию, после чего те отдали ей козлят и изменились в лучшую сторону.

## Исполнители ролей и озвучивание русскоязычной версии
- Людмила Гурченко — тётя Маша, мама-Коза (в румынской и английской версиях — Рада)
- Михаил Боярский — Волк по кличке Серый (в румынской и английской версиях — Тити Суру)
- Савелий Крамаров — Волчонок (поёт Анатолий Горохов)
- Валентин Манохин — Рысь (в румынской и английской версиях — Рассул; поёт Владимир Качан)
- Джордже Михаица[рум.] — Осёл (в румынской и английской версиях — Петрикэ; поёт Анатолий Горохов, в некоторых местах — Геннадий Трофимов)
- Флориан Питиш — Попугай, хозяин ярмарки (поёт Геннадий Трофимов)
- Вера Ивлева — Овца
- Евгений Герчаков — Баран
- Олег Попов — Медведь
- Наталья Крачковская — Медведица (поёт Татьяна Дасковская)
- Марина Поляк — Белка
- Виолета Андрей — Ласточка (поёт Валентина Толкунова)
- Паула Радулеску — Зайчиха
- Василе Менцель — Заяц
- Лилиана Петреску — кокетливая Овечка
- Лулу Михаеску[рум.] — Козочка
- Пётр Дегтярёв — Митяй, козлёнок (в румынской и английской версиях — Матей; озвучивает и поёт Клара Румянова)
- Тимур Асалиев — Козлёнок
- Адриан Кристя — Козлёнок
- Матей Оприш — Козлёнок

Вокал — Елена Камбурова (песня Зимы).
Озвучивание белочек и козлят — Жанна Рождественская

## Съёмочная группа
- Сценарий: Юрия Энтина, Василики Истрате
- Режиссёр-постановщик: Элизабета Бостан
- Операторы-постановщики: Константин Петриченко, Ион Маринеску
- Художник-постановщик: Давид Винницкий
- Композитор: Жерар Буржуа, Темистокле Попа
- Аранжировщик и дирижёр: Жан Клод Декуант
- Звукооператоры: Виктор Бабушкин, Арнольд Шаргородский, А. Саламанян
- Стихи: Юрия Энтина
- Режиссёры: Марина Волович, И. Гиндидис, Э. Мандэль
- Операторы: С. Шемахов, В. Михайлов
- Монтаж: Клавдия Алеева, Е. Прятко
- Костюмы: Томина;
- Художники-декораторы: Эрне Сабо, И. Шляпникова, Иоана Кантуниари-Марку
- Художник-фотограф: Владимир Уваров
- Художники по гриму: В. Львов, Э. Вайда
- Балетмейстер: Валентин Манохин
- Ассистенты:
  - режиссёра Т. Козлова, Н. Соловьёв, Ж. Докица
  - оператора: С. Коммунар, М. Караиван, Ф. Драгич
  - художника: Н. Личманова, А. Оленева, Ф. Талой, Е. Никифорова
  - звукооператора: В. Теша
- Мастера по свету: Г. Гайлюс, К. Калин
- Комбинированные съёмки:
  - Оператор: Борис Арецкий
  - Художник: Людмила Александровская
- Редактор: Л. Цицина
- Музыкальный редактор: Арсений Лаписов
- Директора картины: Анатолий Олонцев, Николае Кодреску

## Песни в фильме
1. Мечта (вступление);
2. Хороша деревня наша;
3. На качелях;
4. Песня троих (Ау-ауа, ох наплачется Коза!)
5. Песня волка;
6. Песня Козы и Волка;
7. Волк и трое;
8. Танец волчьей стаи;
9. Колыбельная Козы;
10. Попка — не дурак! (Первая песня Попугая);
11. Песня возвращения;
12. Волк под окном;
13. Непослушный Митяй;
14. На ярмарке;
15. Не страшат нас расстоянья (Песня Ласточки);
16. Трое поймали козлёнка;
17. Песня Медведя и Медведицы;
18. Дуэт Козы и Волка на ярмарке;
19. Попка — суперстар;
20. Танец Ослёнка и Овечки;
21. Козлёнок и трое (Я гибну — как обидно);
22. Песня родителей;
23. Коза у Волка. Песня Волка;
24. Коза в отчаяньи;
25. Песня козлят;
26. Зимняя песня;
27. Песня троих (Ау-ауа, что задумала Коза?);
28. Попурри на льду;
29. Танго Волка и Козы на льду;
30. Песня о маме (финал).

## Языковые версии
Фильм вышел на трёх языках: русском, английском и румынском. Каждая сцена переснималась отдельно на каждом из этих языков, и поэтому хронометраж и порядок сцен во всех трёх версиях различаются.
Английская версия вышла под названием «Rock’n’Roll Wolf», румынская — «Mama».
В русской версии главные герои (Серый Волк и тётя Маша) поют сами, детей озвучивает Клара Румянова, а вокал румынских актёров продублирован. Аналогично, в румынской версии румынские актёры поют своими голосами, а советские — продублированы румынскими актёрами. В английской версии никто из актёров не поёт и не говорит своим голосом.
По словам Михаила Боярского, советская версия получилась хуже других, так как для английской версии каждая сцена снималась в пять-шесть дублей, для румынской — по три, а для русской оставалось мало съёмочного времени, и поэтому для неё отводился только один дубль.
Монтировался фильм в разных странах: русская версия — в СССР, румынская — в Румынии, английская — во Франции (из-за чего во Франции демонстрировалась именно английская версия с французским дубляжем, но с песнями на английском), вследствие чего во всех трёх версиях различаются в большинстве сцен даже те кадры, в которых актёры ничего не говорят и не поют.

## Награды
- Специальный приз жюри «Серебряный кубок» на XXIX международном кинофестивале для детей и юношества в Венеции, 1977 год[4].

## Съёмки и прокат
На роль Волка первоначально пробовался Николай Караченцов, но в результате эту роль режиссёр Элизабета Бостан отдала Михаилу Боярскому.
Людмила Гурченко во время съёмок на катке столкнулась с Олегом Поповым, сломала ногу и снималась в гипсе. Когда она была в больнице, советская сторона предложила Элизабете Бостан заменить актрису, но Бостан, пригрозив уходом из проекта, заявила, что согласна снимать в главной роли только Гурченко. Также, поскольку исполнительница носила гипс, то первыми снимали те сцены с её участием, где её можно было не снимать в полный рост. Её тогдашний муж Константин Купервейс стоял вне поля зрения камеры и поддерживал Гурченко за талию.
Премьера в СССР состоялась 17 октября 1977 года, премьера в Румынии — в ноябре 1976 года. По Центральному телевидению СССР фильм впервые был показан 24 августа 1980 года.
Фильм стал популярен в Норвегии; там создана его театральная версия, Rockeulven.